# Comuna Novopetrivka, Nîjni Sirohozî
Novopetrivka (în ucraineană Новопетрівка) este o comună în raionul Nîjni Sirohozî, regiunea Herson, Ucraina, formată din satele Kosakivka și Novopetrivka (reședința).

## Demografie
Componența lingvistică a comunei Novopetrivka
     Ucraineană (91,09%)
     Rusă (6,76%)
     Română (2,15%)
Conform recensământului din 2001, majoritatea populației comunei Novopetrivka era vorbitoare de ucraineană (91,09%), existând în minoritate și vorbitori de rusă (6,76%) și română (2,15%).